# Buttes (Fluss)
Der Buttes ist ein knapp 15 km langer Bach in den Schweizer Kantonen Waadt und Neuenburg und ein rechter Zufluss der Areuse im Schweizer Jura.

## Geographie

### Verlauf
Der Buttes entspringt als Noiraigue beim zu Sainte-Croix VD gehörenden Weiler Mouille Mougnon. Er fliesst in nordöstliche Richtung und überquert die Grenze zum Kanton Neuenburg. Von dort ab trägt der Fluss den Namen Buttes. Kurz darauf fliesst ihm von rechts sein grösster Zufluss, die Dénériaz zu. Der Buttes durchfliesst dann den Ort Buttes und erreicht Fleurier, wo er nach etwa 15 km von rechts in die erst ungefähr 3 km lange, aber deutlich wasserreichere Areuse mündet.

### Einzugsgebiet
Das Einzugsgebiet des Buttes ist 89 km² gross und besteht zu 50,6 % aus bestockter Fläche, zu 44,3 % aus Landwirtschaftsfläche und zu 3,4 % aus Siedlungsfläche.
Flächenverteilung
Die Mittlere Höhe des Einzugsgebietes beträgt 1120 m ü. M., die Minimale Höhe liegt bei  738 m ü. M. und die Maximale Höhe bei 1603 m ü. M.

### Zuflüsse
- Le Ruisseau de la Combe de Ville (rechts)
- Le Ruisseau des Auges (rechts)
- La Dénériaz (rechts)
- La Déroupe (links)
- Sauts de l’Eau (links)